# Perdita prionopsidis
Perdita prionopsidis är en biart som beskrevs av Timberlake 1960. Perdita prionopsidis ingår i släktet Perdita och familjen grävbin. Inga underarter finns listade i Catalogue of Life.